# MNM50
MNM50 is een programma op de Vlaamse radiozender MNM. Luisteraars kunnen via de website van MNM op VRT Max stemmen op hun drie favoriete hits en zo ontstaat een hitlijst. Vroeger mochten mensen ook stemmen op een hit die wat hen betreft uit de lijst mag verdwijnen.
In de eerste jaren werd het programma gepresenteerd door Thibaut Renard. Later werd het programma o.a. vast gepresenteerd door Michaël Joossens, Sen De Paepe, Wouter Van den Breen, Anke Goergen en Cato Peeters. Anno 2024 is Charlotte Sieben de presentatrice van de MNM50.
Van 2009 tot en met eind maart 2010 werd het programma ook op de weekdagen van maandag tot donderdag uitgezonden tussen 19 en 21 uur. Op die dagen werd het opgevolgd door MNM Big Hits. Sindsdien is het programma enkel nog op zaterdag te horen. In het begin was dit zaterdag tussen 12 en 15 uur. Later werd dit tussen 10 en 13 uur. Ook werd er enkele jaren een uur toegevoegd aan de uitzending waarin de luisteraars het beste van de MNM50 door de jaren heen kregen. In 2023 werd de MNM50 vervroegd naar 9 uur. Anno 2024 wordt de MNM50 uitgezonden van 10 tot 13 uur.
In het verleden werd tussen 0 uur en 3 uur, zaterdagnacht, de MNM 50 Replay uitgezonden, waarin alle nummers van de hitlijst non-stop gedraaid worden.
Op 12 april 2024 werd 'De Ultieme MNM50' uitgezonden om 1000 uitzendingen MNM50 te vieren.

## Big Hit
In de MNM50 wordt onder andere een Big Hit verkozen. Die hit wordt dan gedurende de komende week het meest gedraaid op MNM. De allereerste Big Hit op MNM was Single Ladies van Beyoncé.

## Lijst van MNM-Big Hits
- Lijst van MNM-Big Hits in 2018
- Lijst van MNM-Big Hits in 2019
- Lijst van MNM-Big Hits in 2020
- Lijst van MNM-Big Hits in 2021
- Lijst van MNM-Big Hits in 2022
- Lijst van MNM-Big Hits in 2023
- Lijst van MNM-Big Hits in 2024

## Langst genoteerde nummer 1-hits
|   | Artiest     | Titel             | Aantal weken |
| - | ----------- | ----------------- | ------------ |
| 1 | Adele       | Someone Like You  | 12           |
| 2 | Owl City    | Fireflies         | 11           |
| 3 | Michel Teló | Ai se eu te pego! | 10           |